# Lingolsheim
Lingolsheim är en kommun i departementet Bas-Rhin i regionen Grand Est (tidigare regionen Alsace) i nordöstra Frankrike. Kommunen ligger i kantonen Illkirch-Graffenstaden som tillhör arrondissementet Strasbourg-Campagne. År 2022 hade Lingolsheim 20 683 invånare.
Linje B i Strasbourgs spårväg går dit.

## Befolkningsutveckling
Antalet invånare i kommunen Lingolsheim
| Referens: INSEE |